# Мягков Павло Сергійович
Павло́ Сергі́йович Мягко́в (нар. 30 грудня 1992, Мелітополь, Україна) — український футболіст, захисник, колишній гравець збірної України (U-21).

## Життєпис

### Командна кар'єра
У дитячо-юнацькій футбольній лізі України почав виступати в 2006 році за «Мелітополь». Потім перебував в розташуванні запорізького «Металурга» але згодом повернувся до «Мелітополя».
У 2009 році розпочав професійну кар'єру. Його першою командою став мелітопольський «Олком». 11 квітня 2009 вперше зіграв у Другій лізі України в домашньому матчі проти кіровоградської «Зірки» (0:2). Тоді Олександр Шудрик випустив Мягкова на 75 хвилині замість Івана Рилова. У «Олкомі» Павло виступав на позиції лівого півзахисника. Всього за клуб у Другій лізі він провів 33 гри і забив 2 м'ячі, в Кубку України зіграв у 2 матчах.
На початку 2011 року підписав контракт з луганською «Зорею». У «Зорі» Павло взяв собі 53 номер. 4 березня 2011 дебютував у молодіжній першості України в домашньому матчі проти луцької «Волині» (3:0). У складі дубля «Зорі» Мягков став основним гравцем, виступаючи як лівий захисник і в сезоні 2010/11 провів 11 матчів, в яких отримав 2 жовті картки.
26 жовтня 2011 дебютував в основному складі «Зорі» у виїзному матчі Кубку України проти «ФК Суми» (1:3). Анатолій Чанцев випустив Мягкова в стартовому складі і він відіграв всю гру. 20 листопада 2011 дебютував у Прем'єр-лізі України в домашньому матчі проти харківського «Металіста» (1:5). Тоді Мягков відіграв весь матч.
14 лютого 2015 року стало відомо, що Мягков уклав угоду з «Олександрією». В команді взяв 8-й номер. За підсумками сезону 2014/15 клуб переміг у Першій лізі і вийшов в Прем'єр-лігу. Протягом двох сезонів Мягков виступав за «Олександрію» в Прем'єр-лізі, провівши 29 матчів і забивши 2 голи.
У червні 2017 року підписав контракт з білоруським клубом «Мінськ». У складі «Мінська» став міцним гравцем основи, виступав на позиції лівого захисника або опорного півзахисника. У грудні 2017 року стало відомо, що по закінченні сезону Мягков залишає білоруський клуб.
У січні 2018 року відправився на перегляд у рівненський «Верес», і в лютому офіційно став гравцем цього клубу. 26 вересня того ж року став гравцем «Руху» (Хожув), підписавши контракт до 30 червня 2019 року з опцією продовження ще на рік.

### Кар'єра в збірній
У січні 2012 року Павлом Яковенко викликав його до складу молодіжної збірної України до 21 року на Кубок Співдружності в Санкт-Петербурзі, разом з одноклубником Ярославом Олійником. У складі збірної став бронзовим призером турніру, провів всього 1 гру, 22 січня 2012 року в матчі групового змагання проти Латвії (2:0). Мягков почав матч в основі, але на 77 хвилині був замінений на Ярослава Олійника.

## Досягнення
- Півфіналіст Кубка України: 2015/16